# Augustin Dontenwill

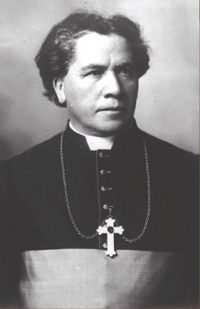
Augustin Dontenwill als Erzbischof von Vancouver

Augustin Dontenwill OMI (* 4. Juni 1857 in Bischwiller, Frankreich; † 30. November 1931 in Rom) war ein französisch-kanadischer Ordensgeistlicher, Erzbischof von Vancouver und Generaloberer seines Ordens.

## Leben
Augustin Dontenwill wanderte im Alter von 14 Jahren auf Veranlassung seines Onkels in die Vereinigten Staaten aus. Diesem war die Ordensgemeinschaft der Oblaten bekannt und so schickte er seinen Neffen auf deren Schule in Ottawa (Kanada). 1878 trat er zunächst in des Noviziat der Oblaten in Lachine bei Montreal ein und legte am 15. August 1880 die Ordensgelübde ab. Am 30. Mai 1885 empfing er die Priesterweihe. Anschließend wurde er Professor an der ordenseigenen Hochschule in Ottawa, bevor er 1890 mit der Leitung des neu gegründeten Priesterseminars in New Westminster betraut wurde.
Papst Leo XIII. ernannte ihn am 19. April 1897 zum Koadjutor im Bistum New Westminster und zum Titularbischof von Germanicopolis. Am 22. August 1897 spendete ihm der Erzbischof von Saint-Boniface, Louis-Philippe Adélard Langevin OMI, die Bischofsweihe; Mitkonsekratoren waren Pierre-Paul Durieu OMI, Bischof von New Westminster, und Isidore Clut OMI, Weihbischof in Athabaska Mackenzie. Am 1. Juni 1899 wurde er Bischof von New Westminster. Mit Erhebung des Bistums New Westminster am 19. September 1908 durch Papst Pius X. zum Erzbistum Vancouver wurde er dort erster Erzbischof. Nur einen Tag später, am 20. September 1908, wurde er zum Generaloberen der Oblaten gewählt und verzichtete am 15. Dezember desselben Jahres auf das Amt des Erzbischofs von Vancouver. Er wurde am 29. Januar 1909 zum Titularerzbischof pro hac vice von Ptolemais in Phoenicia ernannt und ging nach Rom.
In seiner Zeit als Koadjutorbischof verantwortete er unter anderem den Bau der Kathedrale vom heiligen Rosenkranz in Vancouver. Augustin Dontenwill starb am 30. November 1931 in Rom.